# American Recovery and Reinvestment Act

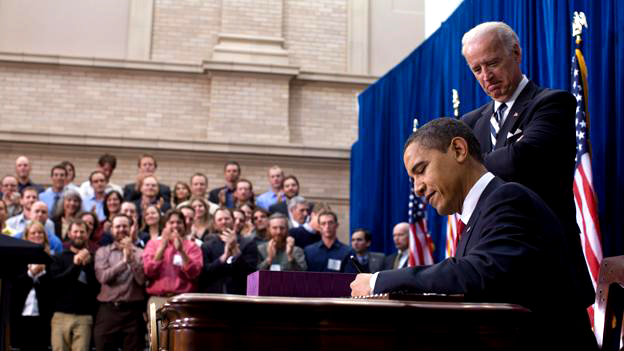
Präsident Barack Obama unterzeichnet am 17. Februar 2009 den American Recovery and Reinvestment Act; im Hintergrund Vizepräsident Joe Biden.

Der American Recovery and Reinvestment Act (deutsch Amerikanisches Aufschwungs- und Reinvestitionsgesetz) ist ein in den Vereinigten Staaten erlassenes Bundesgesetz, das als Konjunkturprogramm die seit 2007 herrschende Wirtschafts- und Finanzkrise bekämpfen sollte. Es wurde von Präsident Barack Obama unmittelbar nach seiner Amtseinführung Mitte Januar 2009 auf den Weg gebracht. Der Gesetzentwurf mit einem Gesamtvolumen von rund 787 Milliarden US-Dollar (ca. 625 Milliarden Euro) wurde am 13. Februar 2009 von beiden Häusern des Kongresses verabschiedet und am 17. Februar 2009 vom Präsidenten unterzeichnet.

## Maßnahmen

### Steuersenkungen – 275 Mrd. US-Dollar
Das Gesetz sieht Steuererstattungen von 500 US-Dollar für Einzelpersonen und 1000 US-Dollar für Ehepaare bei der Einkommensteuer vor, verbunden mit einer Steuergutschrift von 2500 Dollar für Studenten und von 7500 Dollar für den Häuserbau (bis zum 30. Juni 2009).

### Bildungsinvestitionen – 141,6 Mrd. US-Dollar
Die Modernisierung von Schulen in diversen Programmen wird mit 79 Milliarden und in einer zweiten Stufe mit weiteren 41 Milliarden Dollar finanziert. Die Ausbildungsförderung Pell Grant soll um 500 Dollar erhöht werden, wofür 15,6 Milliarden Dollar veranschlagt werden. Weitere 6 Milliarden Dollar sind für die Modernisierung der Hochschulen vorgesehen.

### Infrastrukturinvestitionen – 90 Mrd. US-Dollar
Die Infrastruktur soll durch Modernisierung und den Ausbau bestehender Anlagen und Netze gefördert werden:
- 31 Milliarden US-Dollar für die Modernisierung öffentlicher Infrastruktur mit dem Hauptaugenmerk auf Energieeffizienz
- 30 Milliarden US-Dollar für Modernisierung und Ausbau des Fernstraßennetzes
- 19 Milliarden US-Dollar für Wasser, Hochwasserschutz, Abfallentsorgung
- 10 Milliarden US-Dollar für Ausbau und Modernisierung des Eisenbahnnetzes

### Gesundheitswesen – 112,1 Mrd. US-Dollar
Das Konjunkturprogramm sieht umfangreiche Investitionen im Gesundheitssystem vor:
- 87 Milliarden US-Dollar für das «Medicaid»-System
- 20 Milliarden US-Dollar für den Aufbau eines medizinischen Informationssystems und die Einführung elektronischer Gesundheitskarten
- 4,1 Milliarden US-Dollar für Gesundheitsprävention und -informationssysteme

### Arbeitslosigkeit – 102 Mrd. US-Dollar
Zur Bekämpfung der Arbeitslosigkeit und zur Schaffung von Arbeitsplätzen sind vorgesehen:
- 43 Milliarden US-Dollar für Arbeitslosenversicherung und Ausbildungsförderung
- 39 Milliarden US-Dollar für die Krankenversicherung «Medicaid» und das «COBRA»-Programm (Consolidated Omnibus Budget Reconciliation Act of 1985)
- 20 Milliarden US-Dollar für das Food Stamp Programm, ein Lebensmittelprogramm für Bedürftige

### Energieeinsparungsinvestitionen – 58 Mrd. US-Dollar
Investitionen auf dem Energiesektor gehen überwiegend in die Ausschöpfung des Einsparpotentials:
- 32 Milliarden US-Dollar für ein intelligentes Stromnetz
- 20 Milliarden US-Dollar für Steuererleichterungen für erneuerbare Energien
- 6 Milliarden US-Dollar für die Modernisierung von Wohnraum

### Sonstiges
In dem Gesetz ist eine Ausgleichszahlung in Höhe von 198 Millionen US-Dollar für philippinische Veteranen vorgesehen, die im Zweiten Weltkrieg auf der Seite der Vereinigten Staaten gekämpft hatten.

## Gesetzgebungsverfahren
Der gerade gewählte Präsident Barack Obama warb bereits Anfang Januar 2009 für sein geplantes Konjunkturprogramm mit noch 775 Milliarden US-Dollar.

### Repräsentantenhaus
Ende Januar 2009 wurde das Konjunkturprogramm im Repräsentantenhaus eingebracht und beraten. Am 28. Januar 2009 wurde das 819 Milliarden US-Dollar umfassende Konjunkturprogramm mit den Stimmen von 244 Demokraten gegen 177 Republikaner und 11 Demokraten beschlossen.

### Senat
Im Senat forderten die Republikaner höhere Steuerkürzungen und mehr Hilfen für den Immobilienmarkt. Obama drängte auf eine schnelle Verabschiedung des Konjunkturpaketes. Am 7. Februar 2009 einigten sich Demokraten und Republikaner auf eine erhebliche Kürzung des Programmes von 940 auf 780 Milliarden US-Dollar. Obama verstärkte inzwischen den Druck auf den Senat zur Verabschiedung des Programmes. Obama ging in einigen Bundesstaaten auf Werbetour für sein Konjunkturprogramm und erhöhte so den öffentlichen Druck. Der Senat verabschiedete das Konjunkturpaket am 10. Februar 2009 mit 61 zu 37 Stimmen. Dabei konnten die drei republikanischen Senatoren Arlen Specter, Susan Collins und Olympia Snowe für den Gesetzesentwurf gewonnen werden.

### Vermittlungsverfahren
Nachdem im Gesetzentwurf des Senats der Umfang des Konjunkturpakets von 827 auf 838 Milliarden US-Dollar angestiegen war, musste die Vorlage erneut vom Repräsentantenhaus beraten und beschlossen werden. Im Conference Committee wurde am 11. Februar 2009 ein Kompromissvorschlag ausgearbeitet, der für das Konjunkturprogramm in der endgültigen Fassung ein Finanzvolumen von 789 Milliarden US-Dollar vorsah.

### Endgültige Verabschiedung der gemeinsamen Gesetzesvorlage
Das Konjunkturpaket wurde am 13. Februar 2009 vom Repräsentantenhaus mit 246 Stimmen der Demokraten gegen 176 Stimmen der Republikaner und 7 der Demokraten und später im Senat mit 60 Stimmen der Demokraten gegen 38 Stimmen der Republikaner endgültig beschlossen.